# Ambarri

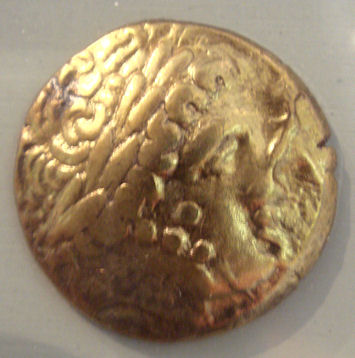
Moneta d'oro degli Ambarri

Gli Ambarri furono una popolazione celtica della Gallia Lugdunense, stanziata tra gli Edui e gli Allobrogi, in corrispondenza dell'attuale dipartimento di Ain. Il significato del loro nome è "coloro che abitano entrambe le sponde dell'Arar".

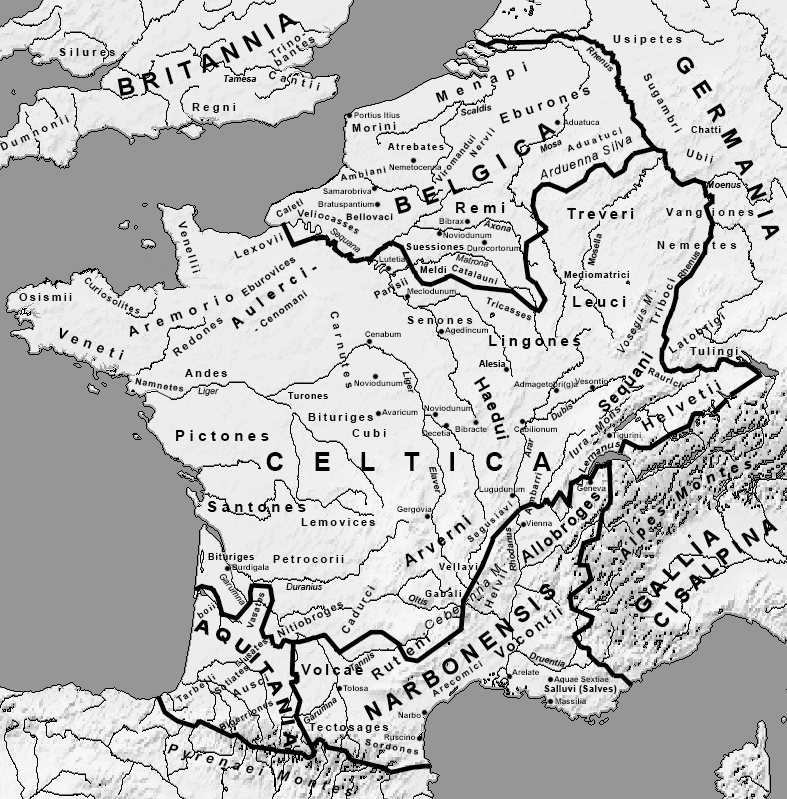
Mappa delle tribù galliche. Gli Ambarri sono stanziati tra Edui, Allobrogi e Sequani

Le notizie su questo popolo sono molto scarse: Tito Livio riferisce che quando Ambigato, re dei Biturigi, inviò il nipote Belloveso in Italia in cerca di nuove terre, questi portò con sé parte delle popolazioni che erano sotto il suo controllo, cioè, oltre ai Biturigi, gli Arverni, i Senoni, gli Edui, i Carnuti, gli Aulerci e gli Ambarri. Cesare racconta che, al tempo delle spedizioni romane in Gallia, ricevette un'ambasciata da parte degli Edui, degli Ambarri e degli Allobrogi per chiedergli aiuto contro l'avanzata degli Elvezi; accettata la loro richiesta, Cesare marciò contro gli Elvezi.